# Полтавська Вища школа штурманів ВПС
Полтавська Вища школа штурманів ВПС — вищий навчальний заклад РСЧА, який здійснював підготовку штурманів для Військово-повітряних сил СРСР.

## Історична довідка
Вищі штурманські курси, які на той час були єдиним навчальним закладом з підготовки льотчиків-штурманів в Радянському Союзі, були відкриті в Полтаві у 1928 році. Пізніше (ймовірно восени 1940 року) курси були перейменовані у Полтавську Вищу школу штурманів Військово-Повітряних Сил (ВПС).
З 1939 року начальником школи був учасник війни в Іспанії, Герой Радянського Союзу Гавриїл Михайлович Прокоф'єв.
Після початку Великої Вітчизняної війни в 1941 році школа була перебазована на Кубань до міста Краснодар. У 1942 році як спеціальна бомбардувальна група підпорядкована 51-й армії вела бої за Крим, потім знову діяла в Краснодарі, пізніше — в Ставрополі, в Оренбурзькій області. До Полтави курси не повернулися, хоча до 1947 року зберігали назву Полтавських.